# Marcel Ponseele
Marcel Ponseele est un hautboïste baroque et facteur d'instrument belge né en 1957 à Courtrai.

## Biographie
En 1977 il remporte le prix d'excellence en hautbois au Conservatoire de musique municipal de Bruges avant de continuer ses études au Conservatoire royal de Gand et au Conservatoire royal de Bruxelles. Il abandonne l'utilisation du hautbois moderne pour se spécialiser dans le hautbois baroque. En 1980, il reçoit une mention honorable à l'occasion du concours de musique ancienne du Festival van Vlaanderen (Festival de Flandre) à Bruges (Musica Antiqua festival Brugge).
Il mène une carrière de soliste, invité par des orchestres baroques comme l'Amsterdam Baroque Orchestra, La Petite Bande, La Chapelle royale et fonde l'Orchestre des Champs-Élysées avec le chef d'orchestre Philippe Herreweghe. En 1988, il crée l'ensemble Il Gardellino avec Jan De Winne et Shalev Ad-El.
Il est chargé du cours de hautbois au Conservatoire national supérieur de musique et de danse de Paris et, avec son frère Francis, il fabrique des hautbois. Il jouit d'une réputation internationale de virtuose du hautbois baroque. Il a enregistré de nombreuses interprétations, soit en soliste, soit accompagné d'orchestres, en particulier Il Gardellino.
En 2002 et 2008 il est membre du jury du concours international de solistes instrumentaux et vocaux dans le cadre du Festival Musica Antiqua de Bruges.
En 2025, il est lauréat de la médaille Bach de la ville de Leipzig.

## Discographie
- Concertos baroques pour hautbois (Bach, Haendel, Marcello, Telemann), avec Il Gardellino (2004)
- Telemann, Musique pour hautbois (avec Pierre Hantaï et Richte Van der Meer)
- Concerti d'amore (Telemann et al.)
- Graun Concerti de Johann Gottlieb Graun et Carl Heinrich Graun, avec l'ensemble Il Gardellino (2005)